# Unidad periférica de Heraclión
Heraclión (en griego Περιφερειακή ενότητα Ηρακλείου) es una unidad periférica de Grecia. Forma parte de la periferia de Creta. Su capital es Heraclión. 

## División
La unidad periférica de Heraclión se creó en 2011 como reconversión de la antigua prefectura de Heraclión, como parte de las reformas del plan Calícrates. Se subdivide en 8 municipios (en paréntesis el número de referencia del mapa):
- Arkhanes-Asterousia (2)
- Festo (7)
- Gortina (4)
- Heraclión (1)
- Khersónisos (8)
- Malevizi (5)
- Minoa Pediada (6)
- Viannos (3)